# Axel Abrahamsen
Axel Abraham Abrahamsen (3. september 1874 i København – 31. marts 1932) var en dansk grosserer og direktør.
Han var søn af grosserer Joseph Abrahamsen (død 1899) og hustru Henriette født Kalckar (død 1890), indtrådte 1899 i firmaet J. Abrahamsen & Søn og var direktør for Nordisk Tekstil-Aktieselskab 1909-18. Fra 1926 var han administrerende direktør for Bloch & Andresen, Nordisk Tekstil Aktieselskab.
Han var medlem af Manufakturhandlerforeningens bestyrelse fra 1907 og formand for samme 1908-14, formand for Manufakturhandlerforeningens Alderdomsforsørgelses- og Enkepensionskasse 1907-15 og blev medlem af Mosaisk Trossamfunds repræsentantskab samme år. Formand i direktionen for Mosaisk Drengeskole 1920-26 og medlem af Sø- og Handelsretten fra 1925. Han var Ridder af Dannebrog.
Han blev gift med Mathilde Lehrburger (1. september 1879 - 12. februar 1945), datter af grosserer Zacharias Lehrburger (1844-1918) og hustru Henriette født Melchior.